# Enriqueta González Baz
Enriqueta González Baz (Ciudad de México, 22 de septiembre de 1915-22 de diciembre de 2002) fue una matemática y académica mexicana. Fue la primera mujer en titularse en Matemáticas en México y una de las cinco fundadoras de la Sociedad Matemática Mexicana.

## Estudios
Tras finalizar sus estudios de secundaria, Enriqueta fue enviada por su padre a la Escuela Doméstica, siguiendo la tradición de la época, para recibir cursos en primeros auxilios, cocina y otras tareas de manutención del hogar. Sin embargo, una de sus profesoras se percató de su talento, por lo que le sugirió estudiar la preparatoria. Enriqueta se enroló en una preparatoria nocturna ubicada en el antiguo Colegio de San Ildefonso; además, cursó la escuela normal, por lo que obtuvo los títulos de bachiller en Ciencias Físico-Matemáticas por la Escuela Nacional Preparatoria y de profesora de primaria por la Escuela Nacional de Maestros.
Posteriormente, González Baz se inscribió en la Facultad de Ciencias de la Universidad Nacional Autónoma de México, entonces perteneciente a la Escuela Nacional de Ingenieros en el Palacio de Minería. Perteneció a las primeras generaciones de la carrera de Matemáticas, convirtiéndose en 1944 en la primera mujer matemática titulada en México. Desafortunadamente, al inscribirse la licenciatura en la Dirección General de Profesiones, la Secretaría de Educación Pública equiparó el título con el de maestra de enseñanza en matemáticas para escuelas secundarias.
Tras graduarse de la UNAM, realizó estudios de posgrado en el Bryn-Mawr College en Filadelfia, Pensilvania, Estados Unidos.

## Obra
Enriqueta trabajó como investigadora del Instituto de Física de la UNAM, fue profesora de Matemáticas en la Facultad de Ciencias de dicha universidad, además de haber impartido cátedra en los planteles 1, 5 y 6 de la Escuela Nacional Preparatoria. Tradujo al español el libro Topología, del matemático estadounidense Solomon Lefschetz.
En 1942, se realizó el Primer Congreso Nacional de Matemáticas, que derivó en la creación de la Sociedad Matemática Mexicana en 1943. González Baz formó parte de las cinco mujeres (de 131 miembros fundadores) que iniciaron dicha agrupación.

## Reconocimientos
En 2010, el Paseo de la Mujer Mexicana, ubicado en Monterrey, Nuevo León, reconoció a una serie de científicas y académicas mexicanas, entre ellas, a Enriqueta González.